# 委任事務
委任事務（いにんじむ）とは政治学用語の一つで、本来ならば国が行うべきの行政事務を、国が地方自治体に委任した上で、それが地方自治体によって行われるようなものをさす。これに対して本来自治体が自ら行うべき行政事務のことは固有事務と言う。
委任事務は団体委任事務と機関委任事務に分類され、それぞれは国から支給される予算の配分や自治体の発言権の大きさなどで定義が異なっている。